# Krînîciuvate, Kompaniivka
Krînîciuvate (în ucraineană Криничувате) este un sat în comuna Neceaiivka din raionul Kompaniivka, regiunea Kirovohrad, Ucraina.

## Demografie
Componența lingvistică a localității Krînîciuvate
     Ucraineană (98,58%)
     Rusă (1,42%)
Conform recensământului din 2001, majoritatea populației localității Krînîciuvate era vorbitoare de ucraineană (98,58%), existând în minoritate și vorbitori de rusă (1,42%).